# Аюттхая
Аюттха́я или Аюттая (Аю́тия, Аюдхая, Аюттайя, Аюдхья, полное имя Пхра Накхон Си Аюттхая, тайск. พระนครศรีอยุธยา) — город (Тхесабан Накхон) в Таиланде. Находится в 70 км к северу от Бангкока. Древняя столица царства Аютия, предшествовавшего Сиаму. Историческая часть города (Аютия) является объектом Всемирного наследия ЮНЕСКО.

## Территория
Город (тхесабан накхон) Аюттхая (ท้องถิ่นเทศบาลนคร พระนครศรีอยุธยา) находится в Области (ампхо) Аюттхая (อำเภอ พระนครศรีอยุธยา), которая в свою очередь находится в центре провинции (чангват) Аюттхая (จังหวัด พระนครศรีอยุธยา). Из-за одинаковых названий города, области и провинции часто возникает путаница в границах и статистических данных. Так же с городом Аюттхая граничит муниципальное образование (тхесабан мыанг) Аюттхая (เทศบาล เมือง อโยธยา). И если в тайском языке написание этих двух тхесабанов отличается, то в русской транскрипции — одинаково. В этой статье речь идет о городе, территория которого ограничена реками Чаупхрая, Лопбури и Пасак, а с севера — Большим каналом. Для избежания коллизий допустимо название этого города «Аюттхая-Сити».
Аюттхая-Сити расположен на территориях районов (тамбонов) Пратучай, Каманг, Хо Раттаначай, Хуа Ро, Тха Васукри а также включает части районов Хантра, Бан Ко, Клонг Суан Пхлю, Клонг Са Буа, Ко рийен.

## История
Аютхая или Пхра Накхон Си Аюттхая был основан в 1350 королем У-Тхонгом, по древним легендам к 1700 г. в городе жило более 1,000,000 человек. Предполагается, что до разрушения бирманской армией в 1767 этот город был крупнейшим на Земле.

## Социальная сфера

### Медицина
В пределах Аюттхая сити находится 45 учреждений, связанных с медициной, как частного, так и государственного подчинения, в том числе главное учреждение — «Госпиталь провинции Аюттхая» (Ayutthaya province hospital)

### Образование
В городе находится 8 школ. Дошкольное образование даётся в 8 школах. Начальное образование даётся в 8 школах. Полное образование даётся в 3 школах. Кроме того существует 16 учебных заведений частного или государственного подчинения. 

### Занятость
Так как никаких ресурсов на территории города не находится, то большинство жителей занимаются торговлей.

## Транспорт

### Железная дорога.
Это наиболее дешевый способ добраться до Аюттхая-Сити из Бангкока. Станция называется «Аюттхая» (อยุธยา) и находится за пределами города. На поезд можно сесть на центральном вокзале Бангкока или около аэропорта Дон Мыанг, цена билета будет незначительно ниже. Длительность поездки не зависит от типа поезда. Следует учитывать, что последний обычный дешевый поезд отправляется в 18:20.
| Номер поезда, № | Тип поезда                           | Самый дешевый класс вагона                        | Кондиционер | цена, бат |
| --------------- | ------------------------------------ | ------------------------------------------------- | ----------- | --------- |
| 1, 13           | особый экспресс                      | 2 — плацкарта                                     |             | 520       |
| 3, 7, 21        | особый экспресс                      | 2 — мягкие широкие индивидуальные кресла          |             | 360       |
| 67              | экспресс                             | 2 — мягкие широкие индивидуальные кресла          | нет         | 200       |
| 69              | экспресс                             | 2 — плацкарта                                     |             | 430       |
| 58, 70-79       | экспресс                             | 3 — аналог российской электрички без кондиционера | нет         | 180       |
| 100 — 199       | скорый (rapid)                       | 3 — аналог российской электрички без кондиционера | нет         | 60        |
| 200-399         | обычный (ordinary) — ชานเมือง, ธรรมดา | 3 — аналог российской электрички без кондиционера | нет         | 15        |

## Климат
Область имеет три ярко выраженных сезона. Сезон дождей длится с апреля по октябрь с резким увеличением осадков в сентябре. В зимнее время воздух холоднее (с октября по январь). С февраля по март температура поднимается и достигает своего пика в апреле. Разница в температуре между холодным и жарким месяцем не превышает 5 градусов. Самый холодный месяц декабрь — среднесуточная температура опускается до 25 градусов, в самом жарком апреле среднесуточная температура будет 30 градусов. 

## Галерея
- Слоны
- Слон
- Монах
- Центр города ночью
- Паром в городе
- Ступы
- Пагоды в историческом парке Аютаи

### Климат
- worldclimateguide.co.uk (англ.)
- climate-data.org (англ.)
- meteo-tv.ru (рус.)
- msn.com (рус.)